# 汉斯·冯·布利克森-菲内克 (1916年)
汉斯·冯·布利克森-菲内克（瑞典語：Hans von Blixen-Finecke，1916年7月20日—2005年2月16日），瑞典男子马术运动员。他曾代表瑞典参加1952年和1956年夏季奥林匹克运动会马术比赛，获得二枚金牌。

## 家庭
父亲汉斯·冯·布利克森-菲内克。